# Kraft Schepke
Kraft Schepke   (Königsberg, 3 de març de 1934 - Kiel, 12 de novembre de 2023) fou un remer alemany, guanyador d'una medalla olímpica. Era germà del també remador Frank Schepke.
El 1960 va prendre part en els Jocs Olímpics d'Estiu de Roma sota bandera de la equip unificat alemany, on guanyà la medalla d'or en la prova del vuit amb timoner del programa de rem. En el seu palmarès també destaquen tres medalles d'or en el Campionat d'Europa de rem, el 1958, el 1959 i el 1961, totes sota bandera de la República Federal Alemanya.
Es retirà en acabar la temporada de rem de 1961 i passà a treballar per la Federació d'Esports de la Baixa Saxònia.